# 宮内實生
宮内 實生（みやうち じつお、1947年5月26日 - ）は、日本の政治家。前福岡県遠賀郡岡垣町長。宮内実生とも書かれる。趣味は釣り。

## 来歴
1966年に福岡県立水産高等学校卒業後、関西真珠製核に入社し、1968年1月まで勤務する。同年3月13日に岡垣町役場に入庁。その後、38年間登庁し、2006年に退職。翌年、岡垣町議会議員選挙に立候補し、1540票を得てトップ当選を果たす。2008年、町議を辞して12月21日の町長選挙に出馬し、6517票を獲得し当選。「かけがえのないふるさと」をつくることを公言しており、そのためには「人も町も元気になることが大切」だと述べている。2012年12月23日、前町議の西田陽子を破り、再選。
約12年間、町政に尽力し2021年1月21日に前副町長
門司晋(元同町企画政策室長)の町長就任に伴い退任した。

## 略歴
- 1966年3月 - 福岡県立水産高等学校卒業
- 1966年3月 - 関西真珠製核に入社
- 1968年1月 - 関西真珠製核を退社
- 1968年3月13日 - 岡垣町役場に入庁
- 1994年4月1日 - 社会教育課長
- 2001年6月4日 - 企画政策室長
- 2006年3月 - 岡垣町役場を退庁
- 2006年4月 - 漁業に従事
- 2007年5月1日 - 岡垣町議会議員に就任
- 2007年5月8日 - 岡垣町監査委員に就任
- 2008年12月21日 - 岡垣町長に当選
- 2009年1月21日 - 岡垣町長に就任
- 2012年12月23日 - 岡垣町長に再選
- 2021年1月21日-岡垣町長を退任